# Entropa
Entropa – rzeźba czeskiego artysty Davida Černego z 2009 roku. 

## Historia
Praca została zamówiona przez rząd Republiki Czeskiej z okazji objęcia przez nią prezydencji Rady Unii Europejskiej. Oryginalny projekt zakładał współpracę 27 artystów ze wszystkich krajów członkowskich Unii Europejskiej, jednak Černý i jego dwaj współpracownicy dokonali mistyfikacji samodzielnie tworząc rzeźbę i przedstawiając fałszywe sylwetki pozostałych autorów. 
Rzeźbę wystawiono w styczniu 2009 roku w budynku Justus Lipsius w Brukseli, który w tym czasie pełnił rolę siedziby Rady Unii Europejskiej. Pierwszego, nieformalnego odsłonięcia rzeźby dokonano 12 stycznia. Następnego dnia Černý przyznał się do swojego oszustwa. Pomimo kontrowersji dotyczącej autorstwa została ona oficjalnie odsłonięta podczas uroczystości 15 stycznia, a Černy zadeklarował zwrot powierzonych mu funduszy. Rzeźba została jednak zdemontowano z woli Černego w maju 2009 roku na znak protestu przeciwko odsunięciu przez czeski parlament rządu Mirka Topolánka.
W 2010 weszła w skład stałej wystawy poświęconej Unii Europejskiej w pilzneńskim Techmania Science Center. 

## Wykonanie i tematyka
Rzeźba została wykonana ze stali i mierzy 16,5 metrów wysokości i 16,4 metrów szerokości. Instalacja przypomina model do składania, którego części w kształcie państw członkowskich Unii Europejskiej należy przed złożeniem wyłamać z zestawu.
Poszczególne części ilustrują stereotypy związane z danym państwem. Praca wywołała kontrowersje między innymi z powodu przedstawienia Bułgarii jako tureckiej ubikacji kucanej, a Holandii jako kraju zalanego wodą, nad której powierzchnię wystają jedynie minarety meczetów. Polskę przedstawiono jako kartoflisko, na którym duchowni wznoszą flagę ruchu LGBT.
Kolejne kraje przedstawiono w następujący sposób:
- Austria – jako znany przeciwnik pozyskiwania energii z elektrowni atomowych, na mapie kraju przedstawiono cztery kominy chłodnicze[11],
- Belgia – pudełko czekoladek,
- Bułgaria – turecka toaleta[12]; po oficjalnym proteście Sofii ten fragment ekspozycji został zakryty[10],
- Cypr – wyspa przecięta na pół,
- Czechy – ekran diodowy wyświetlający kontrowersyjne cytaty z prezydenta Václava Klausa,
- Dania – układanka z klocków Lego,
- Estonia – sierp i młot w postaci narzędzi elektrycznych[13],
- Finlandia – polowanie na słonia, krokodyla i hipopotama na drewnianej posadzce[14],
- Francja – wielki napis „STRAJK!” (GRÈVE!),
- Grecja – wielki pożar[15],
- Hiszpania – cały obszar jest zacementowany[16],
- Holandia – ponad powierzchnię wody zalewającej cały kraj wystają jedynie minarety[12],
- Irlandia – dudy,
- Litwa – postacie sikające na wschód,
- Luksemburg – złoty kraj z tabliczką „na sprzedaż”[12],
- Łotwa – góry (choć w rzeczywistości kraj jest nizinny),
- Malta – miniaturowych rozmiarów słoń karłowaty i lupa, dla powiększenia zwierzęcia,
- Niemcy – autostrady układające się w kształt podobny do swastyki[12][17][18],
- Polska – grupa księży z tęczową flagą stojąca na kartoflisku w postawie przypominającej żołnierzy amerykańskich na Iwo Jimie[19],
- Portugalia – drewniana deska do krojenia z trzema kawałkami mięsa w kształcie byłych portugalskich kolonii – Brazylii, Angoli i Mozambiku,
- Rumunia – lunapark „Dracula”[12],
- Słowacja – Uherskie salami owinięta w węgierskie barwy narodowe,
- Słowenia – kamienna tabliczka z napisem Pierwsi turyści byli tu w 1213[20],
- Szwecja – pudło przypominające produkt popularnej sieci sklepów Ikea, w rzeczywistości zawierające części myśliwca wielozadaniowego Gripen dostarczonego czeskiej armii,
- Węgry – model atomu składający się z arbuzów, salami i papryczek,
- Wielka Brytania – Wielkiej Brytanii nie przedstawiono w pracy, co ma odzwierciedlać jej stosunek do UE[12],
- Włochy – boisko piłkarskie[12], niektórzy zawodnicy zdają się masturbować przy pomocy piłek[18].